# J'avais pas les mots
Singles de La Fouine
Paname Boss
(2012)
J'avais pas les mots est une chanson du rappeur français La Fouine sortie en novembre 2012 sous le label Jive Records. Le single est distribué par le major Sony. La chanson est extrait de son 5e album studio Drôle de Parcours (2013), la chanson est écrite par Laouni Mouhid. Le single se classe dans les 2 pays francophones en France et en Belgique (Wallonie).

## Classement par pays
| Classement (2012)                       | Meilleure position |
| --------------------------------------- | ------------------ |
| Belgique (Wallonie Ultratop 50 Singles) | 39                 |
| Belgique (Wallonie Ultratip 50)         | 22                 |
| France (SNEP)                           | 16                 |